# Тернопільська єпархія ПЦУ
Тернопільська єпархія — єпархія Православної церкви України на території Тернопільської області.

## Історія

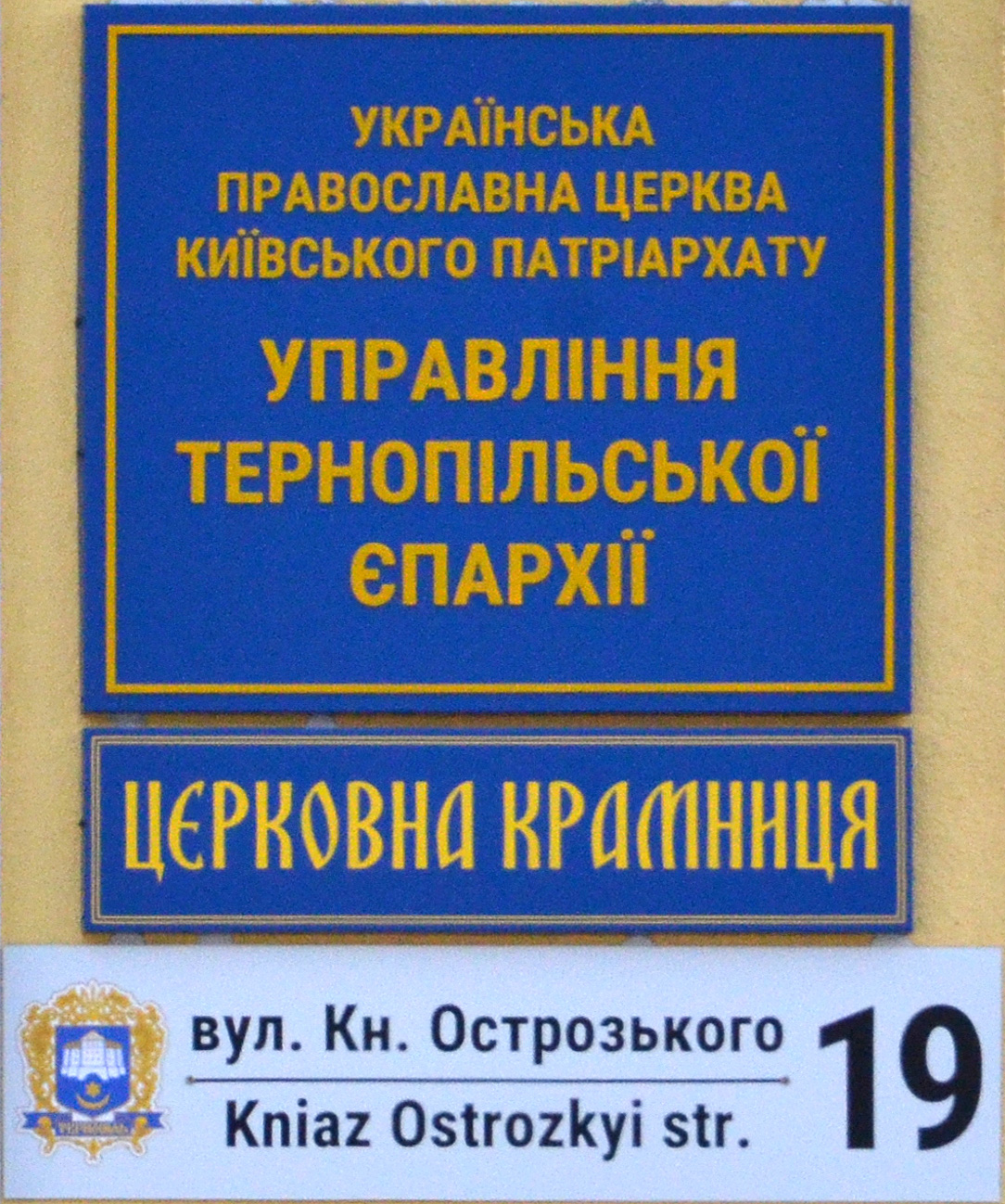
Управління Тернопільської єпархії

З 1945 року, за архієпископа Львівського і Тернопільського Макарія, почав видаватися як орган Львівсько-Тернопільського єпархіального управління «Єпархіальний вісник», який пізніше, як «Православний вісник» стає виданням Екзарха всієї України Митрополита Київського і Галицького Іоанна (а сьогодні — друкований орган УПЦ Київського Патріархату).
У листопаді 1989 року на зборах у храмі Святої Трійці в м. Бережани 24 священики на чолі з благочинним протоієреєм Іваном Пилипишиним (згодом — архієпископом Чернівецьким і Буковинським Варлаамом, згодом перейшов до РПЦвУ) оголосили про свій вихід із Російської православної церкви та перехід разом з парафіями до складу Української автокефальної православної церкви. Про це рішення повідомлено телеграмою єпископа Тернопільського і Кременецького Лазаря (РПЦ).
Священики звернулися до ініціатора автокефального руху в Галичині — протоієрея Володимира Яреми (згодом — патріарха УАПЦ Димитрія) з проханням про підтримку. Пізніше до них приєднались і десятки інших священиків. Вже на початку 1990 року зі священиків, що вийшли зі складу РПЦ, почала формуватися єпархія.
Першим єпископом УПЦ КП на Тернопільщині в 1990—1992 роках був Яків (Панчук), правлячим архієреєм став єпископ Тернопільський і Бучацький Василій (Боднарчук) (1990—2006).
У 1992 році відбувся Об'єднавчий собор, на якому утворилася Українська православна церква Київського патріархату. З-поміж архієреїв УАПЦ, які ввійшли в об'єднану Українську Церкву був і архієпископ Тернопільський і Бучацький Василій.
У 1995 році Священний Синод розділив Тернопільську єпархію на Тернопільсько-Бучацьку та Тернопільсько-Кременецьку відповідно до територіальних меж. Керуючим Тернопільсько-Бучацькою єпархією залишився архієпископ Василій (Бондарчук), а Тернопільсько-Кременецьку кафедру очолив єпископ Іов (Павлишин) із титулом Тернопільський і Кременецький.
21 січня 2006 року помер митрополит Василій і рішенням Синоду від 28 лютого 2006 року єпископом Тернопільським і Бучацьким обрано намісника Свято-Феодосієвського ставропігійного чоловічого монастиря м. Києва ігумена Нестора (Писика). 13 травня 2012 року за рішенням Синоду архієпископ Іов почислений на спокій. Керуючим Тернопільсько-Кременецькою єпархією (за сумісництвом) призначено архієпископа Нестора.
20 жовтня 2012 року Священний Синод постановив вважати Тернопільсько-Бучацьку та Тернопільсько-Кременецьку єпархії єдиною єпархіальною структурою. Керуючим Тернопільською єпархією призначили архієпископа Нестора із титулом «Тернопільський, Кременецький і Бучацький». На Синоді 13 травня 2017 ухвалено рішення про об'єдання двох єпархій, для архієрея, керуючого Тернопільською єпархією, визначено титул «Тернопільський і Кременецький».
У Тернополі 22 травня 2021 року предстоятель ПЦУ митрополит Київський і всієї України Епіфаній спільно із місцевим духовенством освятив Покровський храм Свято-Троїцького духовного центру.

## Структура

Хрестовоздвиженський храм у м. Кременці

Собор Святих Володимира і Ольги в Хоросткові

Станом на 1 січня 2021 року до складу Тернопільської єпархії входять 422 парафії, які розділені на 21 благочиння за адміністративними районами області. Зареєстровано 3 монастирі. Загальна кількість священнослужителів — 285.
В єпархії діють недільні школи, каплиці при навчальних закладах, ведеться капеланська робота, священики опікуються лікарнями та в'язницями. Ведеться активна робота з молоддю. Також у Єпархіальному управлінні є відділ у справах молоді, інформаційно-видавничий відділ.
У 1991 році заснована Тернопільська духовна семінарія.
На території єпархії знаходиться велика святиня Українського православ'я — Успенська Почаївська Лавра.
Адреса єпархії: вул. Князя Острозького, 19, м. Тернопіль, 46001.
Діє офіційний вебсайт єпархії: cerkva.te.ua. Щомісяця виходить друком єпархіальний вісник «Лампада Православ'я» (наклад 2400 примірників).

## Керуючі єпархією
Тернопільсько-Бучацька єпархія УАПЦ / УПЦ КП
- Василій (Боднарчук) — 31 березня 1990 — 21 січня 2006;
- Нестор (Писик) — 5 березня 2006 — 13 травня 2017;

Тернопільсько-Кременецька єпархія УПЦ КП
- Яків (Панчук) — 10 червня 1992 — 12 січня 1995;
  - Іов (Павлишин), єпископ Кременецький і Збаразький (в. о.) — 11 травня 1995 року — листопад 1995;
- Іов (Павлишин) — листопад 1995 — 13 травня 2012;
  - Нестор (Писик), архієпископ Тернопільський і Бучацький (в. о.) — 13 травня 2012 року — 20 жовтня 2012
- Нестор (Писик) —  20 жовтня 2012 — 13 травня 2017;

Тернопільська єпархія УПЦ КП / ПЦУ
- Нестор (Писик) — від 13 травня 2017

## Монастирі
- Свято-Миколаївський чоловічий монастир: с. Зозулинці Заліщицького району Тернопільської області. Намісник: архімандрит Всеволод (Кочергін).
- Свято-Вознесенський чоловічий монастир: с. Монастирок Борщівського району Тернопільської області. Намісник: ігумен Миколай (Хмарний).
- Чоловічий монастир преподобного Амфілохія Почаївського в с. Мала Іловиця Шумського району Тернопільської області. Намісник: митрополит Нестор (Писик).
- Чоловічий Свято-Юріївський монастир на хуторі Вірля Кременецького району Тернопільської області. Намісник ігумен Полікарп (Касько).

## Благочиння

### Благочиння м. Тернополя
- Благочинний — о. Борис Солтис — нині.

1. Кафедральний собор Святих Рівноапостольних Костянтина та Єлени (м. Тернопіль)
2. Різдва Пресвятої Богородиці (м. Тернопіль)
3. Преображення Господнього (м. Тернопіль)
4. Святих Мучеників Бориса і Гліба (м. Тернопіль)
5. Святого Великомученика Юрія Переможця (м. Тернопіль)
6. Архистратига Михаїла (м. Тернопіль)
7. Святителя Миколая Чудотворця (м. Тернопіль)
8. Святих Мучеників благовірних князів Бориса і Гліба (м. Тернопіль)
9. Всіх Святих в землі українській просіявших (м. Тернопіль)
10. Святої Трійці (м. Тернопіль)
11. Святого Преподобного Іова Почаївського (м. Тернопіль)
12. Святого Великомученика Пантелеймона (м. Тернопіль)
13. Воскресіння Господнього (м. Тернопіль)
14. Введення в храм Пресвятої Богородиці (м. Тернопіль)
15. Святого Апостола і Євангеліста Іоана Богослова (м. Тернопіль)
16. Святого Василія Великого (м. Тернопіль)
17. Дванадцяти апостолів (м. Тернопіль)
18. Покрови Пресвятої Богородиці (м. Тернопіль)
19. Святого Великомученика Пантелеймона (м. Тернопіль)
20. Святого Миколая (м. Тернопіль)
21. Святителя Миколая Чудотворця (м. Тернопіль)
22. Іверської ікони Божої Матері (м. Тернопіль)[6]

### Бережанське благочиння
- Благочинний — о. Іван Сіверський — нині.

1. Святителя Миколая Чудотворця (м. Бережани)
2. Святого Рівноапостольного Князя Володимира Великого	(м. Бережани)
3. Успіння Пресвятої Богородиці	(м. Бережани)
4. Каплиця Святого Василія Великого при Бережанському агротехнічному інституті	(м. Бережани)
5. Святого Великомученика Юрія Переможця (м. Бережани)
6. Преподобного Серафима Саровського (м. Бережани)
7. Різдва Пресвятої Богородиці (с. Баранівка)
8. Святих Великомучеників. Бориса і Гліба (с. Біще)
9. Святителя Миколая Чудотворця (с. Божиків)
10. Святителя Миколая Чудотворця с. (Вікторівка)
11. Святої Великомучениці Параскеви	(с. Волощина)
12. Успіння Пресвятої Богородиці (с. Гутисько)
13. Святої Трійці (с. Двірці)
14. Успіння Пресвятої Богородиці (с. Квіткове)
15. Покрови Пресвятої Богородиці (с. Котів)
16. Введення в храм Пресвятої Богородиці (с. Куропатники)
17. Покрови Пресвятої Богородиці (с. Кути)
18. Святих Аппостолів Петра і Павла (с. Надорожнів)
19. Різдва Пресвятої Богородиці (с. Підлісне)
20. Святої Преподобної Параскеви Сербської (с. Поручин)
21. Святого Архистратига Михаїла (с. Посухів)
22. Перенесення мощей Святителя Миколая Чудотворця (с. Поточани)
23. Святої Трійці (с. Потік)
24. Преображення Господнього	(с. Рекшин)
25. Різдва Пресвятої Богородиці	(с. Рибники)
26. Покрови Пресвятої Богородиці (с. Слов'ятин)
27. Святителя Миколая Чудотворця	(с. Стриганці)
28. Святого Апостола Іоана Богослова (с. Шибалин)[7]

### Борщівське благочиння
- Благочинний — о. Іван Яворський — нині.

1. Собор Борщівської ікони Божої Матері (м. Борщів)
2. Святого Іоана Хрестителя (м. Борщів)
3. Святої Трійці (с. Бабинці)
4. Покрови Пресвятої Богородиці (с. Бережанка)
5. Святого Архистратига Михаїла (с. Більче-Золоте)
6. Святого Великомученика Димитрія Солунського (с. Боришківці)
7. Святого Великомученика Димитрія Солунського (с. Вербівка)
8. Святої Преподобної Параскеви Сербської (с. Верхняківці)
9. Вознесіння Господнього (с. Вигода)
10. Успіння Пресвятої Богородиці (с. Гермаківка)
11. Святої Трійці (с. Глибочок, хутір Пеньки)
12. Святої Преподобної Параскеви Сербської (с. Горошова)
13. Святої Рівноапостольної Первомучениці Фекли (с. Грабівці)
14. Преображення Господнього (с. Залісся)
15. Святого Архистратига Михаїла (с. Залуччя)
16. Вознесіння Господнього (с. Кривче)
17. Покрови Пресвятої Богородиці (с. Кривче)
18. Святого Архистратига Михаїла (с. Ланівці)
19. Воздвиження Чесного і Животворчого Хреста Господнього (с. Лосяч)
20. Воздвиження Чесного і Животворчого Хреста Господнього (с. Монастирок)
21. Успіння Пресвятої Богородиці (с. Мушкарів)
22. Чуда Архистратига Михаїла в Хонах (с. Нивра)
23. Святого Великомученика Юрія Переможця (с. Окопи)
24. Перенесення мощей Святителя Миколая Чудотворця (с. Олексинці)
25. Святителя Василія Великого (с. Пилатківці)
26. Преподобного Антонія (с. Підпилип'я)
27. Святителя Миколая Чудотворця (с. Сапогів)
28. Успіння Пресвятої Богородиці (смт Скала-Подільська)
29. Святого Архистратига Михаїла (с. Сков'ятин)
30. Різдва Пресвятої Богородиці (с. Турильче)
31. Святого Архистратига Михаїла (с. Худіївці)
32. Святителя Миколая Чудотворця (с. Шишківці)
33. Покрови Пресвятої Богородиці (с. Шупарка)
34. Святого Великомученика Юрія Переможця (с. Юр'ямпіль)[8]

### Бучацьке благочиння
- Благочинний — о. Андрій Шкварок — нині[9]

1. Святого Рівноапостольного Князя Володимира Великого (м. Бучач)
2. Всіх святих землі Української (м. Бучач)
3. Святої Тройці (с. Білявинці)
4. Святого Архистратига Михаїла (с. Бобулинці)
5. Святого Великомученика Димитрія Солунського (с. Дуліби)
6. Вознесіння Господнього (с. Жнибороди)
7. Святого Великомученика Юрія Переможця (с. Заліщики)
8. Різдва Пресвятої Богородиці (с. Зелена)
9. Чуда Святого Архистратига Михаїла в Хонах (с. Зубрець)
10. Святого Архистратига Михаїла (с. Космирин)
11. Святої Великомучениці Параскеви П'ятниці (с. Ліщанці)
12. Різдва Пресвятої Богородиці (с. Мартинівка)
13. Успіння Пресвятої Богородиці (с. Нові Петликівці)
14. Святої Великомучениці Параскеви П'ятниці (с. Новосілка)
15. Святителя Миколая Чудотворця (с. Новоставці)
16. Святителя Миколая Чудотворця (с. Осівці)
17. Святого Архистратига Михаїла (с. Передмістя)
18. Святого Великомученика Юрія Переможця (с. Переволока, Горішня)
19. Святої Тройці (с. Переволока, Долішня)
20. Святої Великомучениці Параскеви П'ятниці (с. Пилява)
21. Різдва Пресвятої Богородиці (с. Підзамочок)
22. Святої Трійці (с. Помірці)
23. Святих Апостолів Петра і Павла (с. Пушкарі)
24. Покрови Пресвятої Богородиці (с. Сокілець)
25. Успіння Пресвятої Богородиці (с. Соколів)
26. Святого Великомученика Димитрія Солунського (с. Старі Петликівці)
27. Різдва Пресвятої Богородиці (с. Стінка)
28. Введення во храм Пресвятої Богородиці (с. Цвітова)
29. Успіння Пресвятої Богородиці (с. Трибухівці)
30. Святого Архистратига Михаїла (с. Трибухівці)
31. Благовіщення Пресвятої Богородиці (с. Трибухівці)[10]

### Вишнівецьке благочиння
- Благочинний — о. Святослав Швець — нині.

1. Святого Архистратига Михаїла (с. Башуки)
2. Святителя Миколая Чудотворця (с. Бодаки)
3. Святого Архистратига Михаїла (с. Бутин)
4. Святого Георгія Побідоносця (с. Великі Вікнини)
5. Вознесіння Господнього (смт Вишнівець)
6. Святої Тройці (смт Вишнівець, Мухавець)
7. Святих апостолів Петра і Павла (с. Кинахівці)
8. Покрови Пресвятої Богородиці (с. Лози)
9. Різдва Пресвятої Богородиці (с. Мишківці)
10. Покрови Пресвятої Богородиці (с. Мусорівці)
11. Різдва Пресвятої Богородиці (с. Очеретне)
12. Святої Трійці (с. Раковець)
13. Казанської ікони Божої Матері (с. Раковець)
14. Різдва Пресвятої Богородиці (с. Старий Вишнівець)
15. Святого Апостола Андрія Первозванного (с. Старий Олексинець)
16. Святого Архистратига Михаїла (с. Устечко)
17. святої великомучениці Параскеви П'ятниці (с. Шимківці)

### Гусятинське благочиння
- Благочинний — о. Валерій Пашко — нині.

1. Собору Пресвятої Богородиці (с. Буцики)
2. Покрови Пресвятої Богородиці (смт Гримайлів)
3. Святителя Миколая Чудотворця (с. Зелене)
4. Святої Великомучениці Параскеви П'ятниці (с. Крогулець)
5. Різдва Пресвятої Богородиці (с. Лежанівка)
6. Святих рівноапостольних князя Володимира і Ольги (с. Паївка)
7. Собору Святого Іоана Хрестителя (с. Товсте)
8. Перенесення Мощей святителя Миколая Чудотворця (с. Тудорів)[11]

### Заліщицьке благочиння
- Благочинні — о. Юліан Свістель (1921—1932)[12], о. Михайло Бубнів — нині.

1. Святих жінок мироносиць (м. Заліщики)
2. Святого Архистратига Михаїла (с. Бедриківці)
3. Перенесення мощей Святителя Миколая Чудотворця (с. Буряківка)
4. Святого Петра і Павла (с. Голігради)
5. Успіння Пресвятої Богородиці (с. Дзвиняч)
6. Введення в храм Пресвятої Богородиці (с. Дорогичівка)
7. Успіння Пресвятої Богородиці (с. Зозулинці)
8. Святителя Миколая Чудотворця (с. Зозулинці)
9. Святої Великомучениці Параскеви П'ятниці (с. Касперівці)
10. Святого Великомученика Юрія Переможця (с. Касперівці)
11. Покрови Пресвятої Богородиці (с. Лисичники)
12. Святого Архістратига Михаїла (с. Литячі)
13. Святого великомученика Димитрія Солунського (с. Мишків)
14. Святителя Миколая Чудотворця (с. Нагоряни)
15. Покрови Пресвятої Богородиці (с. Нирків)
16. Святого Архістратига Михаїла (с. Новосілка)
17. Покладення поясу Пресвятої Богородиці (с. Поділля)
18. Різдва Пресвятої Богородиці (с. Попівці)
19. Успіння Пресвятої Богородиці (с. Свершківці)
20. Святого Духа (с. Солоне)
21. Святої Преподобної Параскеви Сербської (с. Хмелева)
22. Вознесіння Господнього (с. Щитівці)[13]

### Збаразьке благочиння
- Благочинний — о. Роман Сливка — нині.

1. Успіння Пресвятої Богородиці (м. Збараж)
2. Різдва Христового (м. Збараж)
3. Святого Архістратига Михаїла (с. Базаринці)
4. Різдва Пресвятої Богородиці (с. Великий Кунинець)
5. Покрови Пресвятої Богородиці (с. Гнидава)
6. Преображення Господнього (с. Залужжя)
7. Святого великомученика Димитрія Солунського (с. Івашківці)
8. Святого Великомученика Юрія Переможця (с. Кобилля)
9. святого архидиякона Степана (с. Котюжини)
10. Покрови Пресвятої Богородиці (с. Коханівка)
11. Святого Рівноапостольного Князя Володимира Великого (с. Ліски)
12. Покрови Пресвятої Богородиці (с. Опрілівці)
13. Преображення Господнього (с. Решнівка)
14. Святого Архістратига Михаїла (с. Старий Збараж)
15. Святого апостола і євангеліста Іоана Богослова (с. Тарасівка)
16. Воздвиження Чесного Хреста Господнього (с. Чеснівський Раковець)
17. Всіх Святих (с. Чорний Ліс)

### Збаразьке благочиння (друге)
- Благочинний — о. Іван Лесик — нині.

1. Покрови Пресвятої Богородиці (м. Збараж)
2. Преображення Господнього (с. Гніздичне)
3. Святих Апостолів Петра і Павла (х. Коршемки, с. Діброва)
4. Святої Тройці (с. Болязуби)
5. Святої великомучениці Параскеви П'ятниці (с. Доброводи)
6. Святого Івана Богослова (с. Зарубинці)
7. Різдва Пресвятої Богородиці (с. Заруддя)
8. Святого Архістратига Михаїла (с. Колодне)
9. Святих Апостолів Петра і Павла (с. Кривчики)
10. Святого великомученика Димитрія Солунського (с. Новики)
11. Святого Духа (с. Олишківці)
12. Вознесіння Господнього (с. Романове Село)
13. Введення в храм Пресвятої Богородиці (с. Стриївка)
14. Покрови Пресвятої Богородиці (с. Травневе)
15. Введення в храм Пресвятої Богородиці (с. Чумалі)
16. Святої Трійці (с. Шили)

### Зборівське благочиння
- Благочинний — о. Володимир Задвірний — нині.

1. Святого великомученика Димитрія Солунського (м. Зборів)
2. Святої Трійці (смт Залізці)
3. Святого великомученика Євстафія Плакиди (с. Беримівці)
4. Святого апостола і євангеліста Іоана Богослова (с. Кудобинці)
5. Святого великомученика Юрія Переможця (с. Мшана)
6. Воскресіння Христового (с. Озерна)
7. Успіння Пресвятої Богородиці (с. Ратищі)
8. Чуда святого Архістратига Михаїла в Хонах (с. Піщане)
9. Святого Архістратига Михаїла (с. Чистопади)

### Кременецьке благочиння
- Благочинний — о. Володимир Буграк — нині.

1. Собор Преображення Господнього (м. Кременець)
2. Воздвиження Чесного Хреста Господнього (м. Кременець)
3. Святого Преподобного Іова Почаївського (с. Горинка)
4. Святого Великомученика Димитрія (с. Дунаїв)
5. Святого Юрія Переможця (с. Катеринівка)
6. Покрови Пресвятої Богородиці (с. Куликів)
7. Святого Великомученика Димитрія Солунського (с. Лішня)
8. Пресвятої Трійці (с. Розтоки)
9. Святого Великомученика Юрія Переможця (с. Савчинці, хутір Вірля)

### Кременецьке благочиння (друге)
- Благочинний — о. Анатолій Довгалюк — нині.

1. Святої Мучениці Тетяни (м. Кременець)
2. Святої Тройці (м. Кременець)
3. Святого Рівноапостольного Князя Володимира Великого (м. Кременець)
4. Апостола Андрія Первозваного (м. Почаїв)
5. Святого Апостола і Євангеліста Луки (с. Андруга)
6. Святого Апостола і Євангеліста Іоана Богослова (с. Білокриниця)
7. Благовіщення Пресвятої Богородиці (с. Великі Млинівці)
8. Різдва Пресвятої Богородиці (с. Веселівка)
9. Святителя Миколая Чудотворця (с. Жолоби)
10. Святих Апостолів Петра і Павла (с. Іква)
11. Святого Апостола і Євангеліста Іоана Богослова (с. Колосова)
12. Святого Архістратига Михаїла (с. Лосятин)
13. Воздвиження Чесного Хреста Господнього (с. Новий Олексинець)
14. Преображення Господнього (с. Підлісці)
15. Святих великомучеників і безсрібників Косми і Даміана (с. Рудка)
16. Успіння Пресвятої Богородиці (с. Савчиці)
17. Успіння Пресвятої Богородиці (с. Хотівка)
18. Вознесіння Господнього (с. Шпиколоси)

### Лановецьке благочиння
- Благочинні:
  - о. Микола Малюжицький (1932—1937)[14].
  - о. Григорій Хом'як (1975[15]—2019[16]).
  - о. Ігор Шаринський — нині.

1. Покрови Пресвятої Богородиці (м. Ланівці)
2. Святого апостола і євангеліста Іоана Богослова (м. Ланівці)
3. Святого Великомученика Пантелеймона (м. Ланівці)
4. Святого великомученика Юрія Переможця (с. Бережанка)
5. Святої Рівноапостольної Марії Магдалини (с. Бережанка, хутір Доманинка)
6. Святого Архістратига Михаїла (с. Білозірка)
7. Святителя Миколая Чудотворця (с. Борсуки)
8. Різдва Пресвятої Богородиці (с. Борщівка)
9. Святого Архістратига Михаїла (с. Буглів)
10. Різдва Пресвятої Богородиці (с. Ванжулів)
11. Різдва Пресвятої Богородиці (с. Велика Білка)
12. Святого Архістратига Михаїла (с. Великі Кусківці)
13. Святителя Миколая Чудотворця (с. Вербовець)
14. Казанської ікони Божої Матері (с. Верещаки)
15. Різдва Пресвятої Богородиці (с. Вишгородок)
16. Святого Архістратига Михаїла (с. Влащинці)
17. Святого Архістратига Михаїла (с. Волиця)
18. Святого Архістратига Михаїла (с. Грибова)
19. Святого великомученика Димитрія Солунського (с. Гриньки)
20. Святого апостола і євангеліста Іоана Богослова (с. Жуківці)
21. Різдва Пресвятої Богородиці (с. Загірці)
22. Покрови Пресвятої Богородиці (с. Іванківці)
23. Успіння Пресвятої Богородиці (с. Коржківці)
24. Успіння Пресвятої Богородиці (с. Карначівка)
25. Святителя Димитрія Ростовського (с. Козачки)
26. Святого Духа (с. Краснолука)
27. Різдва Пресвятої Богородиці (с. Кутиска)
28. Воскресіння Христового (с. Лопушне)
29. Святого великомученика Юрія Переможця (с. Мала Снігурівка)
30. Святої преподобної Параскеви Сербської (с. Малі Кусківці)
31. Святителя Миколая Чудотворця (с. Маневе)
32. Зачаття праведною Анною Пресвятої Богородиці (с. Мартишківці)
33. Святого Архістратига Михаїла (с. Михайлівка)
34. Святого великомученика Юрія Переможця (с. Молотків)
35. Святого великомученика Димитрія Солунського (с. Москалівка)
36. Казанської ікони Божої Матері (с. Нападівка)
37. Воздвиження Чесного Хреста Господнього (с. Оришківці)
38. Святого апостола і євангеліста Іоана Богослова (с. Осники)
39. Різдва Христового (с. Пахиня)
40. Святої великомучениці Параскеви П'ятниці (с. Передмірка)
41. Святителя Миколая Чудотворця (с. Печірна)
42. Воздвиження Чесного Хреста Господнього (с. Плиска)
43. Успіння Пресвятої Богородиці (с. Синівці)
44. Успіння Пресвятої Богородиці (с. Снігурівка)
45. Воздвиження Чесного Хреста Господнього (с. Соколівка)
46. Святої Тройці (с. Татаринці)
47. Воздвиження Чесного Хреста Господнього (с. Чайчинці)
48. Різдва Пресвятої Богородиці (с. Шили)
49. Успіння Пресвятої Богородиці (с. Шушківці)
50. Вознесіння Господнього (с. Юськівці)
51. Святого Архістратига Михаїла (с. Якимівці)

### Підволочиське благочиння
- Благочинний — о. Тарас Махніцький — нині.

1. Свято-Троїцький собор (смт Підволочиськ)
2. Успіння Пресвятої Богородиці (смт Підволочиськ)
3. Святителя Миколая Чудотворця (с. Богданівка)
4. Різдва Пресвятої Богородиці (с. Воробіївка)
5. Святого Трійці (с. Голотки)
6. Святої великомучениці Параскеви П'ятниці (с. Дорофіївка)
7. Святих Апостолів Петра і Павла (с. Мовчанівка)
8. Святого великомученика Юрія Переможця (с. Іванівка)
9. Святого Архистратига Михаїла (с. Кам'янки)
10. Святої Праведної Анни (с. Хмелиська)
11. Святого Великомученика Димитрія Солунського (с. Коршилівка)
12. святої Преподобної Параскеви Сербської (с. Кошляки)
13. Святителя Василія Великого (с. Лисичинці)
14. Покрови Пресвятої Богородиці (с. Медин)
15. Введення в храм Пресвятої Богородиці (с. Мислова)
16. Святого Архістратига Михаїла (с. Нове Село)
17. Святого Архістратига Михаїла (с. Пальчинці)
18. Успіння Пресвятої Богородиці (с. Пеньківці)
19. Усікновення глава Іоана Хрестителя (с. Просівці)
20. Покрови Пресвятої Богородиці (с. Росохуватець)
21. Святого апостола і євангеліста Іоана Богослова (с. Скорики)
22. Святих великомучеників і безсрібників Косми і Даміана (с. Старий Скалат)
23. Різдва Пресвятої Богородиці (с. Супранівка)
24. Вознесіння Господнього (с. Сухівці)
25. Святих апостолів Петра і Павла (с. Теклівка)
26. Святителя Миколая Чудотворця (с. Терпилівка)
27. Преображення Господнього (с. Токи)
28. Святого Великомученика Юрія Переможця (с. Шельпаки)
29. Різдва Пресвятої Богородиці (с. Щаснівка)

### Підгаєцьке благочиння
- Благочинний — о. Петро Федів — нині.

1. Успіння Пресвятої Богородиці (м. Підгайці)
2. Преображення Господнього (с. Волиця)
3. Преображення Господнього (с. Галич)
4. Святого Архистратига Михаїла (с. Голгоча)
5. Святого Архистратига Михаїла (с. Завалів)
6. Святого Великомученика Юрія Переможця (с. Заставче)
7. Різдва Пресвятої Богородиці (с. Затурин)
8. Святих Апостолів Петра і Павла (с. Сільце)
9. Святих Мучеників Бориса і Гліба (с. Шумляни)
10. Церква Святого Рівноапостольного Князя Володимира Великого (с. Шумляни)

### Скалатське благочиння
- Благочинний — о. Віктор Борисюк — нині.

1. Святителя Миколая Чудотворця (с. Галущинці)
2. Успіння Пресвятої Богородиці (с. Городниця)
3. Покрови Пресвятої Богородиці (с. Жеребки)
4. церква святого архістратига Михаїла (c.Качанівка)
5. Різдва Пресвятої Богородиці (с. Криве)
6. Святого Апостола Луки (с. Магдалівка)
7. Вознесіння Господнього (с. Новосілка)
8. Успіння Пресвятої Богородиці (с. Поділля)
9. Святої Тройці (с. Полупанівка)
10. Святих Апостолів Петра і Павла (с. Поплави)
11. Всіх Святих (м. Скалат)
12. Святого Великомученика Димитрія Солунського (с. Чернилівка)

### Теребовлянське благочиння
- Благочинний — о. Василь Олійник — нині.

1. Святих Апостолів Петра і Павла (смт Дружба)
2. Святої Тройці (смт Микулинці)
3. Покрови Пресвятої Богородиці (с. Буданів)
4. Преображення Господнього (с. Бурканів)
5. Перенесення Мощей святителя Миколая Чудотворця (с. Вербівці)
6. Усікновення голови святого Іоана Предтечі (с. Гвардійське)
7. Святої Тройці (с. Долина)
8. Різдва Пресвятої Богородиці (с. Іванівка)
9. Успіння Пресвятої Богородиці (с. Ласківці)
10. Різдва Пресвятої Богородиці (с. Лошнів)
11. Святого Архістратига Михаїла (с. Нова Могильниця)
12. Святого Великомученика Димитрія Солунського (с. Остальці)
13. Святих Апостолів Петра і Павла (с. Папірня)
14. Воздвиження Чесного Хреста Господнього (с. Романівка)
15. Святих Апостолів Петра і Павла (с. Семенів)
16. Святої Великомучениці Параскеви П'ятниці (с. Соколів)
17. Святої Тройці (с. Стара Могильниця)
18. Святого Великомученика Юрія Переможця (с. Сущин)

### Тернопільське благочиння
- Благочинний — о. Борис Солтис — нині.

1. Різдва святого Іоана Предтечі (с. Баворів)
2. Всіх святих землі української (с. Байківці)
3. Святих апостолів Петра і Павла (с. Буцнів)
4. Успіння Пресвятої Богородиці (с. Гаї-Гречинські)
5. Успіння Пресвятої Богородиці (с. Гаї-Шевченківські)
6. Святого преподобного Іова Почаївського (с. Гаї-Шевченківські)
7. Святого великомученика Димитрія Солунського (с. Застав'є)
8. Преображення Господнього (с. Ігровиця)
9. Покрови Пресвятої Богородиці (с. Мишковичі)
10. Святого великомученика Димитрія Солунського (с. Плотича)
11. Архистратига Михаїла (с. Чистилів)

### Хоростківське благочиння
- Благочинний — о. Володимир Марчишак — нині.

1. Святителя Миколая Чудотворця (м. Гусятин)
2. Святої Трійці (м. Копичинці)
3. Святих Рівноапостольних Князя Володимира і Ольги (м. Хоростків)
4. Різдва Пресвятої Богородиці (с. Васильківці)
5. Святої Трійці (с. Городниця)
6. Преподобного Антонія Великого (с. Новосілка)
7. Воздвиження Чесного і Животворящого Хреста Господнього (с. Раштівці)
8. Святого Великомученика Димитрія Солунського (с. Сорока)
9. Святого Апостола і Євангеліста Іоана Богослова (с. Хлопівка)
10. Святителя Миколая Чудотворця (с. Шидлівці)

### Чортківське благочиння
- Благочинний — о. Богдан Верхомій — нині.

1. Успіння Пресвятої Богородиці (м. Чортків)
2. Святого Рівноапостольного Князя Володимира Великого (м. Чортків)
3. Різдва Пресвятої Богородиці (с. Біла)
4. Святого Апостола Андрія Первозваного (с. Біла)
5. Святого Апостола і Євангеліста Іоана Богослова (с. Давидківці)
6. Успіння Праведної Анни (с. Джурин)
7. Різдва Пресвятої Богородиці (с. Джуринська Слобідка)
8. Святого Архистратига Михаїла	(с. Залісся)
9. Святителя Миколая Чудотворця (с. Колиндяни)
10. Святого Рівноапостольного Князя Володимира Великого (с. Переходи)
11. Святителя Миколая Чудотворця (с. Росохач)
12. Покрови Пресвятої Богородиці (с. Сосулівка)
13. Успіння Персвятої Богородиці (с. Угринь)
14. Святих Безсрібників Косми і Даміана (с. Шманьківці)

### Шумське благочиння
- Благочинний — о. Миколай Бабій — нині.

1. Преображеня Господнього (м. Шумськ)
2. Святої Трійці (Данилова гора, с. Стіжок)
3. Святителя Миколая Чудотворця (с. Андрушівка)
4. Різдва Пресвятої Богородиці (с. Антонівці)
5. Різдва Пресвятої Богородиці (с. Биківці)
6. Святого Архистратига Михаїла (с. Бірки)
7. Святого Великомученика Георгія Побідоносця (с. Бриків)
8. Святого Апостола і Євангеліста Іоана Богослова (с. Васьківці)
9. Святителя Миколая Чудотворця (с. Великі Дедеркали)
10. Вознесіння Господнього (с. Велика Іловиця)
11. Покрови Пресвятої Богородиці (с. Вовківці)
12. Святителя Миколая Чудотворця (с. Гриньківці)
13. Покрови Пресвятої Богородиці (с. Залісці)
14. Святих Апостолів Петра і Павла с. Залужжя
15. Покрови Пресвятої Богородиці (с. Кордишів)
16. Іверської ікони Божої Матері (с. Круголець)
17. Святої Праведної Анни (с. Кути)
18. Різдва Пресвятої Богородиці (с. Людвище)
19. Святого Преподобного Амфілохія Почаївського (с. Мала Іловиця)
20. Казанської ікони Божої Матері (с. Малі Дедеркали)
21. Казанської ікони Божої Матері (с. Малі Садки)
22. Покрови Пресвятої Богородиці (с. Матвіївці)
23. Святого Архистратига Михаїла (с. Мирове)
24. Святого Архистратига Михаїла (с. Новостав)
25. Успіння Пресвятої Богородиці (с. Онишківці)
26. Святителя Миколая Чудотворця (с. Підгайці)
27. Покрови Пресвятої Богородиці (с. Потуторів)
28. Святої Великомучениці Параскеви (с. Радошівка)
29. Святої Трійці (с. Рохманів)
30. Святого Апостола Іоана Богослова (с. Садки)
31. Преображення Господнього (с. Стіжок)
32. Різдва Пресвятої Богородиці (с. Сураж)
33. Чуда Святого Архистратига Михаїла (с. Темногайці)
34. Святителя Василія Великого (с. Тетильківці)
35. Святого Великомученика Димитрія Солунського (с. Шкроботівка)